# Докторова ноћ (филм из 1964)
„Докторова ноћ” је југословенски ТВ филм из 1964. године. Режирао га је Берислав Макаровић а сценарио је написао Милутин Цихлар Нехајев.

## Улоге
| Глумац            | Улога |
| ----------------- | ----- |
| Звонимир Ференчић |       |
| Иво Фици          |       |
| Владимир Медар    |       |
| Драго Митровић    |       |
| Хермина Пипинић   |       |